# Bombero paracaidista

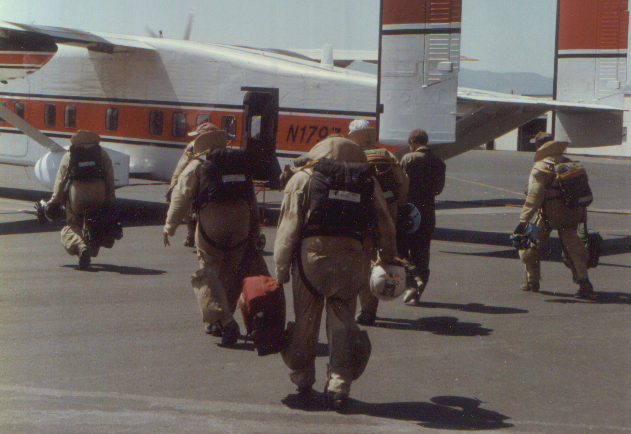
Bomberos paracaidistas totalmente equipados subiendo a un avión en Missoula (Montana), en camino a un incendio en el noroeste de Idaho, en julio de 1994.

Un bombero paracaidista es un bombero forestal equipado y capacitado para saltar con paracaídas en zonas agrestes de difícil acceso para atacar de manera rápida incendios forestales incipientes, para extinguirlos o mantenerlos bajo control mientras otros bomberos forestales llegan al lugar por tierra. 
Son pocos los países que cuentan con esta especialidad para el combate de incendios: Rusia, Estados Unidos, Canadá y Mongolia.  

## Características

### Entrenamiento
El entrenamiento de los bomberos forestales suele incluir:
- Acondicionamiento físico.
- Combate de incendios forestales.
- Paracaidismo en zonas agrestes.
- Rapel, para descender en caso de atorarse en un árbol al llegar a tierra.
- Ascenso de árboles, para bajar el equipo que pudiera haberse atorado en los árboles (Foto).
- Primeros auxilios.

### Tipos de paracaídas
No existe un modelo único para estas actividades. Si bien durante mucho tiempo los paracaídas redondos fueron el estándar, en la actualidad los paracaídas de alto desempeño o ram-air también son utilizados.

### Vestimenta
En Rusia se utiliza un mono de salto de una sola pieza, fabricado de material sintético con tratamiento ignífugo. En los Estados Unidos se utilizó durante un tiempo el mono de salto pero después decidieron cambiar a trajes de dos piezas (pantalón y chaqueta) hechos primero con tela de algodón gruesa y después con kevlar. En ambos casos cuentan con un grueso acolchonamiento interior para reducir el riesgo de lesiones por ramas y golpes al aterrizar en zonas arboladas o rocosas.
Suelen usar un casco con algún tipo de protección ocular como rejillas metálicas para prevenir heridas causadas por las ramas de los árboles. En los Estados Unidos los bomberos acostumbran llevar en su equipo un casco ligero extra para realizar las labores de combate de incendio en tierra, mientras que en Rusia se acostumbra trabajar con el mismo casco usado para saltar.

## Bomberos paracaidistas en el mundo

### Rusia

#### Servicio Aéreo de Protección Forestal
La agencia rusa encargada del combate a los incendio forestales es el Servicio Aéreo de Protección Forestal (Avialesookhrana). Cuenta con un número aproximado de 1500 a 2000 bomberos paracaidistas e inició sus funciones en los años 30.
Durante mucho tiempo emplearon paracaídas redondos como el PTL-72, pero desde mediados de los años 80 cambiaron a los cuadrados de alto desempeño (ram-air) como el Lesnik-2. El sistema constaba de un paracaídas principal de 7 celdas como principal y uno redondo de reserva que se llevaba en el pecho. Desde principios de la década actual usan el paracaídas Lesnik-3, fabricado por la compañía NPP Zvezda. A diferencia del anterior, el Lesnik-3 incorpora tanto el principal como el de reserva en la espalda. Ambos son cuadrados de 9 celdas pero el de reserva tiene líneas de suspensión más cortas.
Las aeronaves que utilizan son el AN-2 con capacidad para 10 paracaidistas y el AN-26 para 30, al igual que el helicóptero MI8.
A diferencia de los estadounidenses, su mono de salto no parece estar fabricado de kevlar.

### Estados Unidos
En los Estados Unidos hay dos agencias que se encargan de estas actividades, el Servicio Forestal de los Estados Unidos (U.S. Forest Service) y la Oficina de Administración Territorial (Bureau of Land Management). Entre ambos servicios llegan a tener aproximadamente 400 bomberos o smokejumpers, como se les conoce en lengua inglesa.

#### Servicio Forestal de los Estados Unidos
Realizaron su primer salto en julio de 1940 y su paracaídas principal es el redondo FS-14 (desde 1997) y el FS-14R como reserva.
Existen siete bases localizadas en Winthrop, Washington; Grangeville y McCall, Idaho; Redmond, Oregón; West Yellowstone y Missoula, Montana; and Redding, California.

#### Oficina de Administración Territorial
Cuenta con 84 bomberos paracaidistas localizados en el Centro Nacional Interagencias de Incendios (National Interagency Fire Center) en Boise, Idaho.
A diferencia del Servicio Forestal, esta agencia optó por el empleo de paracaídas de alto desempeño (ram-air) desde 1982. Su paracaídas principal es el Trilobe o DC-7 y el de reserva es el MT-1S.

### Canadá

#### Parattack
En Canadá sólo existe un pequeño grupo de bomberos paracaidistas, de no más de 30 elementos. Se localizan en Fort St. John (Columbia Británica) y emplean paracaídas redondos. La aeronave empleada para sus misiones es el DeHavilland Twin Otter, con capacidad para 6 bomberos y un observador

### Mongolia
Los bomberos paracaidistas de Mongolia entraron en operación en 1969, recibiendo gran parte de su entrenamiento de la entonces Unión Soviética, quienes tenían años de experiencia en esta actividad. Cuentan con aproximadamente 150 bomberos paracaidistas desplegados en 6 campamentos al norte del país y en su capital, Ulán Bator. Las aeronaves que emplean para sus misiones son el AN2 y el helicóptero MI8.